# Ducati Diavel
Ducati Diavel – włoski motocykl łączący w sobie cechy cruisera i naked bike produkowany przez Ducati od 2011 roku. 
Posiada: 
- 3 tryby jazdy (Sport, Touring, Urban)
- system bezpieczeństwa (Bosch 3-st. ABS + 8-st. kontrola trakcji DTC)
- sterowanie silnikiem poprzez system Ride by Wire
- system bezkluczykowy (Hands-free)
- wszystkie światła w technologii LED (modele 2015 wzwyż)

W 2015 r. przeszedł facelifting (nowe przednie światła, zmiany w silniku).

## Dane techniczne/osiągi
Silnik: L2
Pojemność silnika: 1198 cm³
Moc maksymalna: 162 KM/9500 obr./min
Maksymalny moment obrotowy: 128 Nm/8000 obr./min
Prędkość maksymalna: 272 km/h
Przyspieszenie 0-100 km/h: 2,6 s